# Konfederační pohár FIFA 2017 (soupisky)
Soupisky na Konfederační pohár FIFA 2017, který se hrál v Rusku.
| Zlato              | Stříbro          | Bronz                  |
| ------------------ | ---------------- | ---------------------- |
| Německo • Soupiska | Chile • Soupiska | Portugalsko • Soupiska |

## Skupina A

### Mexiko
Hlavní trenér:  Juan Carlos Osorio
| Jméno               | Datum narození | Klub                |
| Brankáři            | Brankáři       | Brankáři            |
| ------------------- | -------------- | ------------------- |
| Rodolfo Cota        | 3.7.1987       | CD Guadalajara      |
| Alfredo Talavera    | 18.9.1982      | Deportivo Toluca FC |
| Guillermo Ochoa     | 13.7.1985      | Granada CF          |
| Obránci             |                |                     |
| Néstor Araujo       | 21.8.1991      | Santos Laguna       |
| Carlos Salcedo      | 29.9.1993      | ACF Fiorentina      |
| Rafael Márquez -    | 13.2.1979      | Atlas FC            |
| Diego Reyes         | 19.9.1992      | RCD Espanyol        |
| Héctor Moreno       | 17.1.1988      | PSV Eindhoven       |
| Luis Reyes          | 3.4.1991       | Atlas FC            |
| Oswaldo Alanís      | 18.3.1989      | CD Guadalajara      |
| Záložníci           |                |                     |
| Jonathan dos Santos | 26.4.1990      | Villarreal CF       |
| Miguel Layún        | 25.6.1988      | FC Porto            |
| Giovani dos Santos  | 11.5.1989      | Los Angeles Galaxy  |
| Carlos Vela         | 1.3.1989       | Real Sociedad       |
| Héctor Herrera      | 19.4.1990      | FC Porto            |
| Jürgen Damm         | 7.11.1992      | Tigres UANL         |
| Andrés Guardado     | 28.9.1986      | PSV Eindhoven       |
| Javier Aquino       | 11.2.1990      | Tigres UANL         |
| Útočníci            |                |                     |
| Marco Fabián        | 21.7.1989      | Eintracht Frankfurt |
| Raúl Jiménez        | 5.5.1991       | Benfica Lisabon     |
| Javier Hernández    | 1.6.1988       | Bayer 04 Leverkusen |
| Oribe Peralta       | 12.1.1984      | Club América        |
| Hirving Lozano      | 30.7.1995      | CF Pachuca          |

### Nový Zéland
Hlavní trenér:  Anthony Hudson
| Jméno                    | Datum narození | Klub                      |
| Brankáři                 | Brankáři       | Brankáři                  |
| ------------------------ | -------------- | ------------------------- |
| Stefan Marinovic         | 7.10.1991      | SpVgg Unterhaching        |
| Glen Moss                | 19.1.1983      | Newcastle Jets FC         |
| Tamati Williams          | 19.1.1984      | RKC Waalwijk              |
| Obránci                  |                |                           |
| Sam Brotherton           | 2.10.1996      | Sunderland AFC            |
| Deklan Wynne             | 20.3.1995      | Whitecaps FC 2            |
| Themistoklis Tzimopoulos | 20.11.1985     | PAS Giannina              |
| Michael Boxall           | 18.8.1988      | SuperSport United FC      |
| Dane Ingham              | 6.8.1999       | Brisbane Roar FC          |
| Tom Doyle                | 30.6.1992      | Wellington Phoenix FC     |
| Kip Colvey               | 15.3.1994      | Reno 1868 FC              |
| Tommy Smith              | 31.3.1990      | Ipswich Town FC           |
| Storm Roux               | 13.1.1993      | Central Coast Mariners FC |
| Andrew Durante           | 3.5.1982       | Wellington Phoenix FC     |
| Záložníci                |                |                           |
| Bill Tuiloma             | 23.3.1995      | Olympique Marseille       |
| Michael McGlinchey       | 7.1.1987       | Wellington Phoenix FC     |
| Ryan Thomas              | 20.12.1994     | PEC Zwolle                |
| Clayton Lewis            | 12.2.1997      | Auckland City FC          |
| Útočníci                 |                |                           |
| Kosta Barbarouses        | 19.2.1990      | Wellington Phoenix FC     |
| Chris Wood -             | 7.12.1991      | Leeds United FC           |
| Shane Smeltz             | 29.9.1981      | Borneo FC                 |
| Marco Rojas              | 5.11.1991      | Melbourne Victory FC      |
| Monty Patterson          | 9.12.1996      | Ipswich Town FC           |
| Alex Rufer               | 12.6.1996      | Wellington Phoenix FC     |

### Portugalsko
Hlavní trenér:  Fernando Santos
| Jméno               | Datum narození | Klub                     |
| Brankáři            | Brankáři       | Brankáři                 |
| ------------------- | -------------- | ------------------------ |
| Rui Patrício        | 15.2.1988      | Sporting CP              |
| José Sá             | 17.1.1993      | FC Porto                 |
| Beto                | 1.5.1982       | Sporting CP              |
| Obránci             |                |                          |
| Bruno Alves         | 27.11.1981     | Cagliari Calcio          |
| Pepe                | 26.2.1983      | Real Madrid              |
| Luís Neto           | 26.5.1988      | FK Zenit Sankt-Petěrburg |
| Raphaël Guerreiro   | 22.12.1993     | Borussia Dortmund        |
| José Fonte          | 22.12.1983     | West Ham United FC       |
| Nélson Semedo       | 16.11.1993     | Benfica Lisabon          |
| Eliseu              | 1.10.1983      | Benfica Lisabon          |
| Cédric Soares       | 31.8.1991      | Southampton FC           |
| Záložníci           |                |                          |
| João Moutinho       | 8.9.1986       | AS Monaco FC             |
| Bernardo Silva      | 10.8.1994      | AS Monaco FC             |
| Danilo Pereira      | 9.9.1991       | FC Porto                 |
| William Carvalho    | 7.4.1992       | Sporting CP              |
| André Gomes         | 30.7.1993      | FC Barcelona             |
| Pizzi               | 6.10.1989      | Benfica Lisabon          |
| Adrien Silva        | 15.3.1989      | Sporting CP              |
| Útočníci            |                |                          |
| Cristiano Ronaldo - | 5.2.1985       | Real Madrid              |
| André Silva         | 6.11.1995      | FC Porto                 |
| Nani                | 17.11.1986     | Valencia CF              |
| Gelson Martins      | 11.5.1995      | Sporting CP              |
| Ricardo Quaresma    | 26.9.1983      | Beşiktaş JK              |

### Rusko
Hlavní trenér:  Stanislav Čerčesov
| Jméno              | Datum narození | Klub                     |
| Brankáři           | Brankáři       | Brankáři                 |
| ------------------ | -------------- | ------------------------ |
| Igor Akinfejev -   | 8.4.1986       | PFK CSKA Moskva          |
| Vladimir Gabulov   | 19.10.1983     | PFK Arsenal Tula         |
| Guilherme Marinato | 12.12.1985     | FK Lokomotiv Moskva      |
| Obránci            |                |                          |
| Igor Smolnikov     | 8.8.1988       | FK Zenit Sankt-Petěrburg |
| Roman Šiškin       | 27.1.1987      | FK Krasnodar             |
| Viktor Vasin       | 6.10.1988      | PFK CSKA Moskva          |
| Georgij Džikija    | 21.11.1993     | FK Spartak Moskva        |
| Fjodor Kudrjašov   | 5.4.1987       | FK Rostov                |
| Ilja Kutěpov       | 29.7.1993      | FK Spartak Moskva        |
| Dmitrij Kombarov   | 22.1.1987      | FK Spartak Moskva        |
| Záložníci          |                |                          |
| Jurij Gazinskij    | 20.7.1989      | FK Krasnodar             |
| Děnis Glušakov     | 27.1.1987      | FK Spartak Moskva        |
| Ruslan Kambolov    | 1.1.1990       | FK Rubin Kazaň           |
| Alexej Mirančuk    | 17.10.1995     | FK Lokomotiv Moskva      |
| Alexandr Golovin   | 30.5.1996      | PFK CSKA Moskva          |
| Jurij Žirkov       | 20.8.1983      | FK Zenit Sankt-Petěrburg |
| Alexandr Samedov   | 19.7.1984      | FK Spartak Moskva        |
| Alexandr Jerochin  | 13.10.1989     | FK Rostov                |
| Dmitrij Tarasov    | 18.3.1987      | FK Lokomotiv Moskva      |
| Útočníci           |                |                          |
| Dmitrij Poloz      | 12.7.1991      | FK Rostov                |
| Fjodor Smolov      | 9.2.1990       | FK Krasnodar             |
| Alexandr Bucharov  | 12.3.1985      | FK Rostov                |
| Maxim Kanunnikov   | 14.7.1991      | FK Rubin Kazaň           |

## Skupina B

### Austrálie
Hlavní trenér:  Ange Postecoglou
| Jméno             | Datum narození | Klub                          |
| Brankáři          | Brankáři       | Brankáři                      |
| ----------------- | -------------- | ----------------------------- |
| Mathew Ryan       | 8.4.1992       | KRC Genk                      |
| Mitchell Langerak | 22.8.1988      | VfB Stuttgart                 |
| Danny Vukovic     | 27.3.1985      | Sydney FC                     |
| Obránci           |                |                               |
| Miloš Degenek     | 28.4.1994      | Jokohama F. Marinos           |
| Alex Gersbach     | 8.5.1997       | Rosenborg BK                  |
| Dylan McGowan     | 6.8.1991       | Adelaide United FC            |
| Bailey Wright     | 28.7.1992      | Bristol City FC               |
| Aziz Behich       | 16.12.1990     | Bursaspor                     |
| Ryan McGowan      | 15.8.1989      | Kuej-čou Cheng-feng Č’-čcheng |
| Trent Sainsbury   | 5.1.1992       | FC Inter Milán                |
| Záložníci         |                |                               |
| Mark Milligan -   | 4.8.1985       | Baniyas Club                  |
| Aaron Mooy        | 15.9.1990      | Huddersfield Town AFC         |
| James Jeggo       | 12.2.1992      | SK Sturm Graz                 |
| Ajdin Hrustic     | 5.7.1996       | FC Groningen                  |
| Massimo Luongo    | 25.9.1992      | Queens Park Rangers FC        |
| Jackson Irvine    | 7.3.1993       | Burton Albion FC              |
| Útočníci          |                |                               |
| Tim Cahill        | 6.12.1979      | Melbourne City FC             |
| Mathew Leckie     | 4.2.1991       | FC Ingolstadt 04              |
| Tomi Juric        | 22.7.1991      | FC Luzern                     |
| Robbie Kruse      | 5.10.1988      | Liao-ning Chung-jün           |
| Jamie Maclaren    | 29.7.1993      | Brisbane Roar FC              |
| James Troisi      | 3.7.1988       | Melbourne Victory FC          |
| Tom Rogic         | 16.12.1992     | Celtic FC                     |

### Kamerun
Hlavní trenér:  Hugo Broos
| Jméno                      | Datum narození | Klub                               |
| Brankáři                   | Brankáři       | Brankáři                           |
| -------------------------- | -------------- | ---------------------------------- |
| Fabrice Ondoa              | 24.12.1995     | Sevilla Atlético                   |
| André Onana                | 2.4.1996       | AFC Ajax                           |
| Georges Bokwé              | 14.7.1989      | Mjøndalen IF                       |
| Obránci                    |                |                                    |
| Ernest Mabouka             | 16.6.1988      | MŠK Žilina                         |
| Adolphe Teikeu             | 23.6.1990      | FC Sochaux-Montbéliard             |
| Michael Ngadeu-Ngadjui     | 23.11.1990     | SK Slavia Praha                    |
| Ambroise Oyongo            | 22.6.1991      | Club de Foot Montréal              |
| Jérôme Guihoata            | 7.10.1994      | Panionios GSS                      |
| Collins Fai                | 13.8.1992      | Standard Lutych                    |
| Lucien Owona               | 9.8.1990       | AD Alcorcón                        |
| Jonathan Ngwem             | 20.7.1991      | Progresso Associação do Sambizanga |
| Záložníci                  |                |                                    |
| André-Frank Zambo Anguissa | 16.11.1995     | Olympique Marseille                |
| Georges Mandjeck           | 9.12.1988      | FC Metz                            |
| Sébastien Siani            | 21.12.1986     | KV Oostende                        |
| Arnaud Djoum               | 2.5.1989       | Heart of Midlothian FC             |
| Útočníci                   |                |                                    |
| Nicolas Moumi Ngamaleu     | 9.7.1994       | SCR Altach                         |
| Benjamin Moukandjo -       | 12.11.1988     | FC Lorient                         |
| Jacques Zoua               | 6.9.1991       | 1. FC Kaiserslautern               |
| Vincent Aboubakar          | 22.1.1992      | Beşiktaş JK                        |
| Olivier Boumal             | 17.9.1989      | Panathinaikos Athény               |
| Christian Bassogog         | 18.10.1995     | Che-nan Ťien-jie                   |
| Robert Ndip Tambe          | 22.2.1994      | FC Spartak Trnava                  |
| Karl Toko Ekambi           | 14.9.1992      | Angers SCO                         |

### Chile
Hlavní trenér:  Juan Antonio Pizzi
| Jméno                 | Datum narození | Klub                      |
| Brankáři              | Brankáři       | Brankáři                  |
| --------------------- | -------------- | ------------------------- |
| Claudio Bravo -       | 13.4.1983      | Manchester City FC        |
| Cristopher Toselli    | 15.6.1988      | CD Universidad Católica   |
| Johnny Herrera        | 9.5.1981       | Club Universidad de Chile |
| Obránci               |                |                           |
| Eugenio Mena          | 18.7.1988      | Sport Club do Recife      |
| Enzo Roco             | 16.8.1992      | Cruz Azul                 |
| Mauricio Isla         | 12.6.1988      | Cagliari Calcio           |
| Paulo Díaz            | 25.8.1994      | CA San Lorenzo de Almagro |
| Jean Beausejour       | 1.6.1984       | Club Universidad de Chile |
| Gary Medel            | 3.8.1987       | FC Inter Milán            |
| Gonzalo Jara          | 29.8.1985      | Club Universidad de Chile |
| Záložníci             |                |                           |
| Francisco Silva       | 11.2.1986      | Cruz Azul                 |
| José Pedro Fuenzalida | 22.2.1985      | CD Universidad Católica   |
| Arturo Vidal          | 22.5.1987      | FC Bayern Mnichov         |
| Pablo Hernández       | 24.10.1986     | Celta de Vigo             |
| Felipe Gutiérrez      | 8.10.1990      | Sport Club Internacional  |
| Charles Aránguiz      | 17.4.1989      | Bayer 04 Leverkusen       |
| Marcelo Díaz          | 30.12.1986     | Celta de Vigo             |
| Útočníci              |                |                           |
| Alexis Sánchez        | 19.12.1988     | Arsenal FC                |
| Ángelo Sagal          | 18.4.1993      | CD Huachipato             |
| Eduardo Vargas        | 20.11.1989     | Tigres UANL               |
| Martín Rodríguez      | 5.8.1994       | Cruz Azul                 |
| Leonardo Valencia     | 25.4.1991      | CD Palestino              |
| Edson Puch            | 9.4.1986       | Club Necaxa               |

### Německo
Hlavní trenér:  Juan Carlos Osorio
| Jméno                 | Datum narození | Klub                     |
| Brankáři              | Brankáři       | Brankáři                 |
| --------------------- | -------------- | ------------------------ |
| Kevin Trapp           | 8.7.1990       | Paris Saint-Germain FC   |
| Bernd Leno            | 4.3.1992       | Bayer 04 Leverkusen      |
| Marc-André ter Stegen | 30.4.1992      | FC Barcelona             |
| Obránci               |                |                          |
| Shkodran Mustafi      | 17.4.1992      | Arsenal FC               |
| Jonas Hector          | 27.5.1990      | 1. FC Köln               |
| Matthias Ginter       | 19.1.1994      | Borussia Dortmund        |
| Marvin Plattenhardt   | 26.1.1992      | Hertha BSC               |
| Benjamin Henrichs     | 23.2.1997      | Bayer 04 Leverkusen      |
| Antonio Rüdiger       | 3.3.1993       | AS Řím                   |
| Niklas Süle           | 3.9.1995       | TSG 1899 Hoffenheim      |
| Joshua Kimmich        | 8.2.1995       | FC Bayern Mnichov        |
| Záložníci             |                |                          |
| Julian Draxler -      | 20.9.1993      | Paris Saint-Germain FC   |
| Leon Goretzka         | 6.2.1995       | FC Schalke 04            |
| Kerem Demirbay        | 3.7.1993       | TSG 1899 Hoffenheim      |
| Lars Stindl           | 26.8.1988      | Borussia Mönchengladbach |
| Emre Can              | 12.1.1994      | Liverpool FC             |
| Amin Younes           | 6.8.1993       | AFC Ajax                 |
| Julian Brandt         | 2.5.1996       | Bayer 04 Leverkusen      |
| Sebastian Rudy        | 28.2.1990      | TSG 1899 Hoffenheim      |
| Útočníci              |                |                          |
| Sandro Wagner         | 29.11.1987     | TSG 1899 Hoffenheim      |
| Timo Werner           | 6.3.1996       | RB Leipzig               |